# Generation Kill (groupe)
Pour les articles homonymes, voir Generation Kill.
Generation Kill est un groupe américain de thrash metal, originaire de Congers, dans l'État de New York.

## Histoire
Le groupe est formé en 2008 par Rob Dukes, alors chanteur d'Exodus, et Rob Moschetti, ancien bassiste du M.O.D. et de Pro Pain. La première formation du groupe est complétée par les guitaristes Jason Trenczer (ex-Mutilation) et Louis Lehman ainsi que par le batteur de Mortician Sam Inzerra. En 2011, le premier album Red, White and Blood sort sur le label français Season of Mist. Comme les musiciens n'avaient pas assez d'argent, l'album est enregistré en autoproduction dans la maison de Dukes.
L'album raconte l'histoire d'un vétéran de guerre qui devient un tueur en série à cause des expériences traumatisantes de la guerre après son retour au pays. Après la sortie du premier album, Louie Lehman et Sam Inzerra quittent le groupe et sont remplacés par Jason Velez et l'ancien batteur de Merauder Jim DeMaria. Comme Season of Mist n'a pratiquement pas fait la promotion de l'album, selon Dukes, les musiciens décident de chercher un nouveau label pour le prochain album.
En été 2013, le groupe effectue une tournée européenne en première partie du groupe Heathen et est ensuite signé par Nuclear Blast. Le deuxième album studio We're All Gonna Die sort en novembre 2013, et est produit par Chris « Zeuss » Harris. Pour la pochette de l'album, le groupe a utilisé une photographie de Dan Carpenter représentant les victimes de l'éruption du volcan Vésuve dans la ville antique d'Herculanum.
En 2017, le groupe collabore avec Darryl McDaniels, membre de Run–DMC, et sort un album sous le nom de Fragile Mortals qui mêle thrash metal et hip-hop.

## Discographie
- 2011 : Red, White and Blood (Season of Mist)
- 2013 : We're All Gonna Die (Nuclear Blast)